# Celtic Cup 2006 (Hockey)
Der Celtic Cup ist ein Feldhockeyturnier für Herren- und Damennationalmannschaften. 2006 fanden das sechste Damen- und das siebte Herrenturnier statt. Die Turniere fanden vom 25. bis 27. August in Le Touquet statt. Bei den Damen verteidigten die Irinnen abermals ihren Titel. Turniersieger bei den Herren wurde Schottland.

## Männer

### Teilnehmer
- Frankreich
- Irland
- Schottland
- Wales

| Datum – Uhrzeit | Team 1     | Team 2     | Ergebnis |
| --------------- | ---------- | ---------- | -------- |
| 25. August      | Irland     | Schottland | 2:3      |
|                 | Wales      | Frankreich | 0:2      |
| 26. August      | Schottland | Frankreich | 0:0      |
|                 | Irland     | Wales      | 6:0      |
| 27. August      | Schottland | Wales      | 2:1      |
|                 | Frankreich | Irland     | 1:3      |

Tabelle
| Rang | Land       | Spiele | Tore | Differenz | Punkte |
| ---- | ---------- | ------ | ---- | --------- | ------ |
| 1    | Schottland | 3      | 5:3  | +2        | 7      |
| 2    | Irland     | 3      | 11:4 | +7        | 6      |
| 3    | Frankreich | 3      | 3:3  | 0         | 4      |
| 4    | Wales      | 3      | 1:10 | −9        | 0      |

## Frauen

### Teilnehmer
- Frankreich
- Irland
- Schottland
- Wales

| Datum – Uhrzeit | Team 1     | Team 2     | Ergebnis |
| --------------- | ---------- | ---------- | -------- |
| 25. August      | Schottland | Irland     | 0:1      |
|                 | Wales      | Frankreich | 1:1      |
| 26. August      | Schottland | Wales      | 2:1      |
|                 | Frankreich | Irland     | 1:3      |
| 27. August      | Schottland | Frankreich | 1:2      |
|                 | Irland     | Wales      | 1:1      |

Tabelle
| Rang | Land       | Spiele | Tore | Differenz | Punkte |
| ---- | ---------- | ------ | ---- | --------- | ------ |
| 1    | Irland     | 3      | 5:2  | +3        | 7      |
| 2    | Frankreich | 3      | 4:5  | −1        | 4      |
| 3    | Schottland | 3      | 3:4  | −1        | 3      |
| 4    | Wales      | 3      | 3:4  | −1        | 2      |